# Jakob Sande

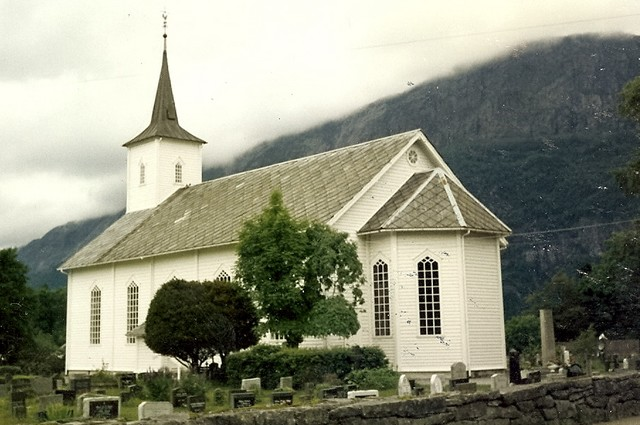
El padre de Jakob Sande colaboraba en la iglesia de Dale. Allí habría escrito Jakob sus primeros poemas.

Jakob Sande (Fjaler, 1 de diciembre de 1906 - Oslo, 16 de marzo de 1967) fue un escritor, poeta, profesor y cantante de folclore noruego. Su producción literaria, escrita íntegramente en nynorsk, incluye diez colecciones de poesía y tres de relatos breves. 
Sus piezas líricas, con un característico tono popular, se centran en la vida en la costa oeste de Noruega, en el mar y en el pueblo. Otros poemas abordan temas sociales y universales, como el amor y la muerte. La lírica de Sande va desde el humor grotesco, con «Kallen og katten» y «Likfunn», hasta lo sentimental y emotivo, con «Fløytelåt» y «Vesle Daniel» (Pequeño Daniel). Sande también destaca por sus cantos «Det lyser i stille grender» y «Du som låg i natti seine».

## Biografía
Jakob Sande nació en el municipio de Fjaler, en el condado de Sogn og Fjordane. Era hijo de Andreas Sande y Ragna Margrete Barsnes. En 1942 contrajo matrimonio con Solveig Ytterlid. La pareja tuvo una hija, Siri, nacida en 1943.
Su trayectoria como escritor abarca casi treinta años, desde 1929 hasta 1967. Culmina sus estudios de Filología (cand philol) en 1931; sin embargo, pronto se va a trabajar al mar, en gran medida influenciado por su entorno familiar. En 1934 empieza a ejercer la docencia en Fredrikstad. Más adelante, al acabar la Segunda Guerra Mundial, se trasladaría a un colegio de Oslo.
En 1963 decide jubilarse y dedicarse plenamente a la escritura. A tal efecto, el gobierno noruego le concede un estipendio anual de 15.000 coronas (NOK), cuantía que recibiría hasta 1965.
Sus últimos años se vieron marcados por su delicada salud. Falleció en 1967, a los 60 años.

## Obra
Los primeros poemas de Sande se publicaron en 1929 en un volumen titulado Svarte næter (Noches negras). El libro no fue bien recibido por los cristianos conservadores, quienes acusaron a Sande de emplear un lenguaje vulgar y obsceno. Pese a las críticas de determinados sectores, la obra destacó por su sentido del humor, la ironía y sus minuciosas descripciones de parajes naturales.
Su segundo poemario, Storm frå vest (Tormenta desde el oeste), se publicó en 1931. El sector más conservador de la iglesia también cuestionó los contenidos del libro, pese a que uno de sus poemas, "Salmo," se incluiría más adelante en una colección de poemas religiosos. En 1933 se publicó el tercer libro, Frå Sundfjord til Rio (De Sunnfjord a Río). Su temática se divide en tres partes bien diferenciadas, centrándose en primer lugar en el mar y en las diferencias entre los oficiales y la flota, para luego describir burdeles, puertos y peleas en los bares.
Uno de sus más célebres poemas, "Da Daniel drog" ("Cuando Daniel partió"), se publicó en la antología Guten og Grenda (El chico y el pueblo). El poema es más popularmente conocido como "Vesle Daniel" ("Pequeño Daniel").

## Publicaciones
- 1929: Svarte næter (Gyldendal, Oslo)
- 1931: Storm frå vest (Gyldendal, Oslo)
- 1933: Frå Sunnfjord til Rio (Gyldendal, Oslo)
- 1935: Straumar i djupet, novela (Gyldendal, Oslo)
- 1936: Villskog (Gyldendal, Oslo)
- 1943: Eit herrens vêr, novela (Tell forlag, Oslo)
- 1945: Guten og grenda (Gyldendal, Oslo)
- 1946: Skarlagensnora, novela (Gyldendal, Oslo)
- 1950: Korn og klunger (Gyldendal, Oslo)
- 1955: Sirius (Gyldendal, Oslo)
- 1961: Det kveldar på Kobbeskjer (Gyldendal, Oslo)
- 1992: Sjømannen Jakob Sande: brev og dikt (Samlaget, Oslo)